# Hipótesis del culto de las brujas

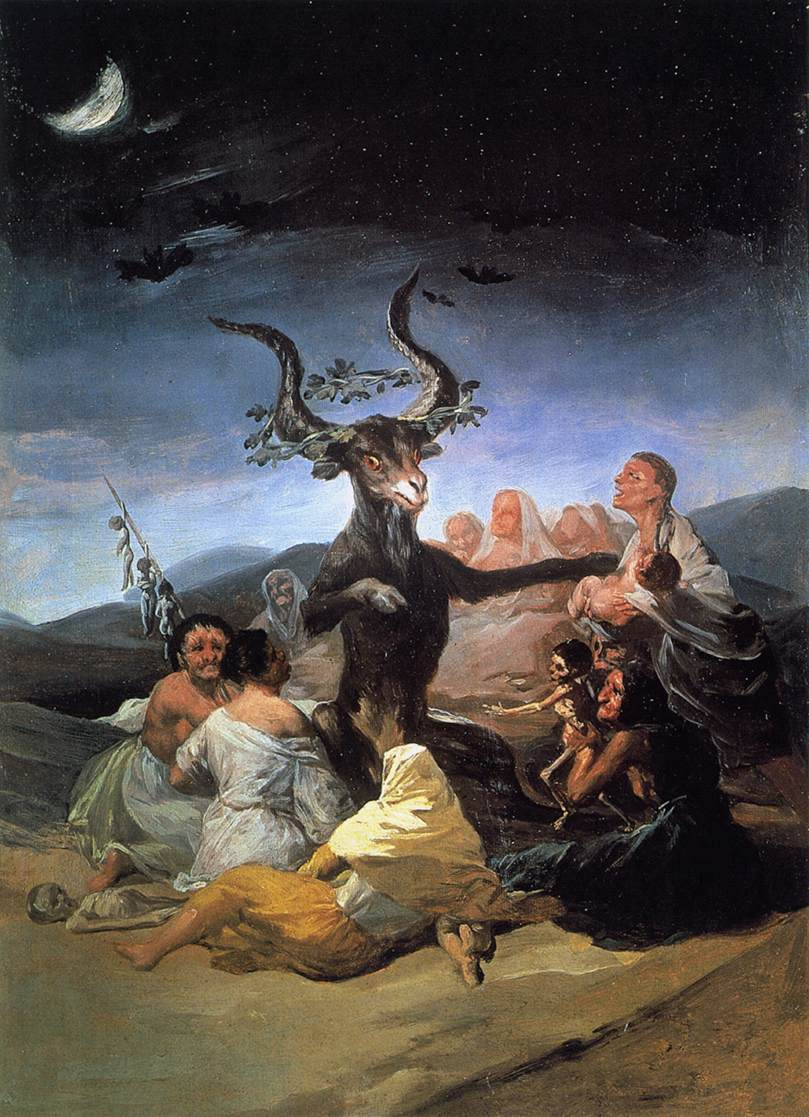
El aquelarre (1789) de Francisco de Goya, representando al diablo flanqueado por brujas satanistas.

La hipótesis del culto de las brujas es una hipótesis pseudohistórica, comúnmente considerada en descrédito, que propone que la caza de brujas en la Europa de la Edad Moderna fue una tapadera para la persecución de una religión pagana, semiorganizada y milenaria, que sobrevivió a la cristianización del continente. Según los defensores de la teoría, el culto de las brujas adoraba a un dios cornudo de la fertilidad al que los cristianos tildaron de Satán, y celebraba reuniones nocturnas que fueron hechas pasar por aquelarres en las acusaciones inquisitoriales.
Esta hipótesis fue originada por los teóricos alemanes Karl Ernst Jarcke y Franz Josef Mone en el siglo XIX, y la adoptaron más tarde el historiador francés Jules Michelet, la feminista americana Matilda Joslyn Gage y el folclorista Charles Leland. Su mayor difusión, empero, se dio con la egiptóloga inglesa Margaret Murray, que la presentó en sus libros The Witch-Cult in Western Europe (1921) y The God of the Witches (1931). Aunque la participación de Murray popularizó la teoría entre varios académicos y el público del siglo XX, nunca llegó a ser aceptada por expertos en la caza de brujas, que la refutaron en una serie de investigaciones a lo largo de las décadas de 1960 y 1970.
Los especialistas en la Europa antigua consideran que la hipótesis del culto de las brujas carece de base documental, y que las personas acusadas en las cazas de brujas medievales no eran integrantes de ninguna religión, sino que se trataba generalmente de víctimas de la histeria colectiva y las inquinas populares, y en algunos casos herejes y personas en desacuerdo con el dogma cristiano dominante. Se ha señalado que la hipótesis del culto se nutre de un uso muy arbitrario de los testimonios existentes, a menudo tergiversando las acciones tanto de los acusados como de los acusadores, e ignora el hecho de que la mayoría de las confesiones que se daban en estos juicios ocurrían bajo presión y tortura. También se ha hecho notar que no existen pruebas, ni arqueológicas, historiográficas o de ningún tipo, que delaten la existencia de una religión precristiana como la que la teoría describe.
A pesar de esto, la hipótesis tuvo un considerable eco en la literatura moderna, influenciando a novelistas como John Buchan y Robert Graves y dando origen a la Wicca, un movimiento religioso neopagano del que sus miembros afirman que procede de una antiquísima religión brujeril. Un paso intermedio fue dado por Carlo Ginzburg, que postuló que los estereotipos modernos de la brujería podrían efectivamente provenir de elementos precristianos demonizados, aunque sin proponer por ello la existencia de una religión propia que lo fundamente.